# 新疆生产建设兵团第七师一二五团
新疆生产建设兵团第七师一二五团是中华人民共和国新疆生产建设兵团第七师下辖的一个团。

## 行政区划
新疆生产建设兵团第七师一二五团下辖以下单位：
团部、一连、二连、三连、四连、五连、六连、七连、八连、九连、十一连、十二连、十三连、十四连、十五连、十六连、十七连、十九连、二十连、二十一连、二十二连、五分公司生活区、农一连、农二连和农三连。